# Пихтелёва, Мария Михеевна
Мария Михеевна Пихтелёва (20 января 1924 год, село Ермоловка, Петровский уезд, Саратовская губерния — 9 мая 2016 год, Пенза) — советский передовик производства, работница Пензенского велосипедного завода, Герой Социалистического Труда.

## Биография
Окончила начальную сельскую школу, 3 класса средней школы в Пензе, два курса Пензенского механического техникума. Член КПСС с 1963 года.
С апреля 1941 по декабрь 1986 года работала на Пензенском велосипедном заводе имени Фрунзе гальванщицей, учетчицей, шлифовщицей, контролером, мастером-корректировщицей, накатчицей полировальных кругов.
В 1970 году была награждена медалью «За доблестный труд. В ознаменование 100-летия со дня рождения В.И. Ленина».
26 апреля 1971 года указом Президиума Верховного Совета СССР за большие успехи, достигнутые в выполнении заданий пятилетнего плана, присвоено звание Героя Социалистического Труда с вручением ордена Ленина и золотой медали «Серп и Молот».
Делегат XXIV съезда КПСС.
Похоронена на Аллее Славы Новозападного кладбища Пензы.